# Rudilemboides naglei
Rudilemboides naglei is een vlokreeftensoort uit de familie van de Unciolidae. De wetenschappelijke naam van de soort is voor het eerst geldig gepubliceerd in 1973 door Bousfield.